# Colomastix bousfieldi
Colomastix bousfieldi är en kräftdjursart som beskrevs av LeCroy 1995. Colomastix bousfieldi ingår i släktet Colomastix och familjen Colomastigidae. Inga underarter finns listade i Catalogue of Life.